# Turki bin Abd Allah Al Sa'ud
Turkī bin Abd Allāh Āl Saʿūd (in arabo تركي بن عبد الله بن عبد العزيز آل سعود‎?; Riad, 21 ottobre 1971) è un militare e politico saudita, membro della famiglia reale Āl Saʿūd.

## Primi anni di vita e formazione
Turki bin Abd Allah è nato il 21 ottobre 1971 a Riad, settimo figlio del defunto re Abd Allah.
Il principe ha iniziato la sua istruzione superiore presso l'Accademia aeronautica Re Faysal. In seguito si è recato negli Stati Uniti per continuare la sua formazione e si è laureato alla Lackland Air Force Base in Texas. Ha studiato anche alla Base aerea Re Fahd di Ta'if. In seguito ha frequentato un corso di comando di staff al Joint Command College nel Regno Unito e ha conseguito un master in scienza militare e un altro in studi strategici presso l'Università del Galles. Il principe Turki è dottorando in studi strategici internazionali presso l'Università di Leeds.

## Carriera
Turki bin Abd Allah è ufficiale militare e pilota di jet dell'Aeronautica militare. Nell'ottobre del 1997, è stato promosso al grado di capitano pilota e in seguito a quello di colonnello. Nel luglio 2006, Turki è stato decorato con il grado di tenente colonnello pilota. Il principe Turki ha lavorato alla Base aerea Re Abd al-Aziz di Dhahran come comandante del 92º Squadrone. Nel 2010, ha servito come comandante del gruppo di esercizio "Red Flag-4".
Il principe Turki è a capo del consiglio di amministrazione del Fondo Equestre saudita e ha fatto diversi investimenti in imprese nazionali, tra cui l'Al Obayya Corp.
Il 14 febbraio 2013 è stato nominato vice governatore della provincia di Riyad, in sostituzione di Muhammad bin Sa'd Al Sa'ud. Il nuovo governatore, Khalid bin Bandar, è stato nominato lo stesso giorno. Il 14 maggio 2014, è stato nominato governatore della Provincia di Riyad con rango di ministro. Il mandato del principe Turki si è concluso il 29 gennaio 2015 quando Fayṣal bin Bandar Āl Saʿūd è stato nominato al suo posto.
Il 4 novembre 2017 re Salman ha costituito una commissione anti-corruzione guidata dal principe ereditario Mohammad bin Salman. Poche ore dopo la commissione ha ordinato l'arresto di undici principi e trentotto ex ministri. Il principe Turki bin Abd Allah è stato arrestato con l'accusa di corruzione.

## Realizzazioni
Il principe Turki è stato uno dei personaggi chiave nella realizzazione della metropolitana di Riyad.
È un membro attivo della Fondazione Re Abd al-Aziz e del consiglio dell'Ospedale Muhammad bin Abd al-Aziz di Riyad. Con la polizia religiosa ha assistito alla sicurezza intellettuale nella cerimonia di inaugurazione.
Gli è stata intitolata una strada della zona Sulaimania della capitale.

## Vita personale
Il principe è genero di Khalid bin Sultan, avendone sposato la figlia Hala il 14 gennaio 2010.